# Girgensohnia oppositiflora
Girgensohnia oppositiflora là loài thực vật có hoa thuộc họ Dền. Loài này được (Pall.) Fenzl mô tả khoa học đầu tiên năm 1851.